# Gangnam Blues
Gangnam Blues (en hangul, 강남 1970; literalmente 'Gangnam 1970') es una película noir de acción surcoreana de 2015, escrita y dirigida por Yoo Ha, y protagonizada por Lee Min-ho y Kim Rae Won.

## Sinopsis
Ambientada en 1970 durante el desarrollo de inmuebles del distrito de Gangnam, Seúl entre la confusión sociopolítica y el terrorismo. La amistad desde la niñez de dos hombres es probada cuando se encuentran enredados en las conspiraciones y batallas entre poderes políticos y organizaciones criminales.

## Elenco
- Lee Min-ho es Kim Jong-dae.[13][14][15][16][17][18][19][20][21]
- Kim Rae-won es Baek Yong-ki.
- Jung Jin-young es Kang Gil-soo.
- Kim Ji-soo es Min Seong-hee.
- Kim Seolhyun es Kang Seon-hye.[22][23][24]
- Yoo Seung-mok es Seo Tae-gon.
- Han Jae-young es Park Chang-bae.
- Jung Ho-bin es Yang Ki-taek.
- Choi Jin-ho es Park Seung-gu.
- Um Hyo-sup es el director Kim Jung-kyu.
- Heo Seong-min es Jae-pil.
- Kim Yoo-yeon es Jeom-soon.
- Ji Dae-han es Chang Deok-jae.
- Choi Byung-mo es jefe de sección Moon.
- Lee Seok es Chun-ho.
- Kwak Min-ho es Min-kyu.
- Kim Ji-eun es Yeo Jong-eob.
- Jeon Bae-su es Gu.
- Han Joon-woo es Tom.
- Park Min-gyu es Cheol-seung.
- Jang In-ho es Myeong-chun.
- Park Hyeok-min es Gyeong-pyo.
- Jo Mun-ui es Saudi Kim.
- Park Tong-il es el alcalde de Seúl.
- Jang So-yeon.[25]
- Choi Gwi-hwa como miembro de la banda de Nam Soon-chul.

## Lanzamiento

### Corea del Sur
Gangnam Blues fue estrenada en 684 cines en Corea del Sur el 21 de enero de 2015. A pesar de su "índice" restringido,  reinó en la taquilla del día con 152,500 ticket vendidos. Dentro de 5 días, logró un 1 millón entradas (1,097,103). Después de 35 días desde su estreno, la película recaudó 2.19 millones en entradas.
Una versión no censurada (duración: 141 minutos) estuvo  disponible para streaming en VOD servicio IPTV el 19 de marzo de 2015.

### China
La película fue estrenada con un corte diferente para el mercado chino en marzo de 2015, para capitalizar a los grandes fanes de Lee Min-ho en la región. Este incluía más escenas de Lee, como el desarrollo de la relación entre su personaje y su interés amoroso (Kim Ji-soo), así como un final alternativo.

## Banda sonora
"Anak" Por Freddie Aguilar fue utilizado en ambos versiones, la filipina y la coreana del 2015 para su tráiler y atractivo real.

## Premios y nominaciones
| Año  | Premio                                                 | Categoría                          | Nominado       | Resultado |
| ---- | ------------------------------------------------------ | ---------------------------------- | -------------- | --------- |
| 2015 | 51.º Baeksang Premios de Artes                         | Mejor Actor nuevo                  | Lee Min-ho     | Nominado  |
| 2015 | 51.º Baeksang Premios de Artes                         | Mejor Actriz nueva                 | Kim Seol-hyun  | Nominado  |
| 2015 | 51.º Baeksang Premios de Artes                         | Actor más popular                  | Lee Min-ho     | Ganador   |
| 2015 | 19.º Bucheon Festival de cine Fantástico Internacional | Premio Elección de los productores | Lee Min-ho     | Ganador   |
| 2015 | 52.ª Campana Magnífica Premios                         | Mejor Actor nuevo                  | Lee Min-ho     | Ganador   |
| 2015 | 52.ª Campana Magnífica Premios                         | Mejor Actriz nueva                 | Kim Seol-hyun  | Nominado  |
| 2015 | 36.º Dragón Azul Premios de Película                   | Mejor Actor nuevo                  | Lee Min-ho     | Nominado  |
| 2015 | 36.º Dragón Azul Premios de Película                   | Mejor Actriz nueva                 | Kim Seol-hyun  | Nominado  |
| 2015 | 36.º Dragón Azul Premios de Película                   | Premio técnico                     | Shin Jae-myung | Nominado  |
| 2015 | 36.º Dragón Azul Premios de Película                   | Premio de Estrella popular         | Lee Min-ho     | Ganador   |
| 2015 | 36.º Dragón Azul Premios de Película                   | Premio de Estrella popular         | Kim Seol-hyun  | Ganador   |
| 2016 | 5.ª Marie Claire Festival de cine                      | Premio rookie                      | Kim Seol-hyun  | Ganador   |
| 2016 | 11.º Max Película Premios                              | Premio Estrella en ascenso         | Kim Seol-hyun  | Ganador   |